# Sommer-Paralympics 2024/Teilnehmer (Afghanistan)
| stlisierte Goldmedaille | stlisierte Silbermedaille | stlisierte Bronzemedaille |
| ----------------------- | ------------------------- | ------------------------- |
| —                       | —                         | —                         |

Afghanistan nominierte für die Paralympischen Spiele 2024 in Paris (28. August bis 8. September 2024) einen Sportler.

## Teilnehmer nach Sportart

### Taekwondo
| Athlet          | Wettbewerb    | Achtelfinale | Achtelfinale | Viertelfinale | Viertelfinale | Halbfinale    | Halbfinale    | Hoffnungsrunde | Hoffnungsrunde | Kampf um Bronze | Kampf um Bronze | Rang |
| Athlet          | Wettbewerb    | Gegner       | Ergebnis     | Gegner        | Ergebnis      | Gegner        | Ergebnis      | Gegner         | Ergebnis       | Gegner          | Ergebnis        | Rang |
| --------------- | ------------- | ------------ | ------------ | ------------- | ------------- | ------------- | ------------- | -------------- | -------------- | --------------- | --------------- | ---- |
| Männer          |               |              |              |               |               |               |               |                |                |                 |                 |      |
| Ebrahim Danishi | K44 bis 58 kg | Xiao X. W.   | 7:37         | ausgeschieden | ausgeschieden | ausgeschieden | ausgeschieden | ausgeschieden  | ausgeschieden  | ausgeschieden   | ausgeschieden   | 9    |